# Firmin Abauzit

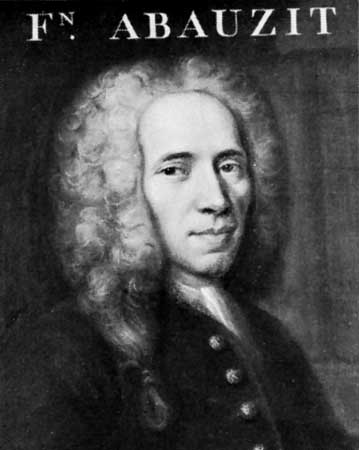
Firmin Abauzit

Firmin Abauzit (* 12. November 1679 in Uzès, Frankreich; † 20. März 1767 in Genf) war ein französischer Gelehrter, der sich mit Naturwissenschaften, Geschichte, Theologie und Philosophie beschäftigte. Vier Jahrzehnte lang war er Bibliothekar in Genf. Abauzit ist auch bekannt als Korrektor von Schriften Isaac Newtons und anderer Gelehrter.

## Leben
Firmin Abauzit wurde 1679 als Sohn protestantischer Eltern in Uzès in Languedoc geboren. Sein Vater Jean Abauzit starb, als er erst zwei Jahre alt war. Aufgrund der Aufhebung des Ediktes von Nantes im Jahre 1685 leiteten die geistlichen Autoritäten Schritte ein, um ihn im römisch-katholischen Glauben erziehen zu lassen. Dazu wurde er mit seinem jüngeren Bruder Bonaventura seiner Mutter Anne Deville gewaltsam entrissen und zwangsweise in ein katholisches Kolleg in Uzès eingewiesen. Aber seine Mutter ermöglichte ihm und seinem Bruder die Flucht.
Zwei Jahre lebten Firmin Abauzit und sein Bruder als Flüchtlinge in den Bergen der Cévennes und erreichten schließlich 1689 Genf, wo ein Großvater väterlicherseits lebte. Nach Genf folgte dann auch ihre Mutter, nachdem sie aus der Haft im Schloss Sommières entlassen wurde, in der sie wegen der Flucht ihrer Kinder gehalten worden war. Allerdings musste sie deswegen auf einen Teil ihres nicht unbeträchtlichen Vermögens verzichten.
Abauzit hatte ein ausgezeichnetes Gedächtnis, studierte an der Genfer Akademie und erlangte bereits in jungen Jahren beträchtliche Kenntnisse in den alten Sprachen, in der Physik sowie Theologie. 1698 ging er auf Reisen und besuchte zunächst Deutschland und die Niederlande. In letzterem Land machte er Bekanntschaft mit Pierre Bayle, Pierre Jurieu sowie Samuel und Jacques Basnage. Dann begab er sich nach England und wurde Charles de Saint-Évremond und Sir Isaac Newton vorgestellt. Newton fand in Abauzit einen der ersten Verteidiger seiner Entdeckungen und korrigierte in der zweiten Ausgabe seiner „Principia“ einen Fehler, den Abauzit entdeckt hatte. Ferner erkannte er diesen in einer Streitfrage als Richter zwischen sich und Leibniz an. Mit Bayle und Newton führte Abauzit eine lebhafte wissenschaftliche Korrespondenz.
Die Reputation Abauzits bewog William III., ihn zu fragen, ob er nicht nach England übersiedeln wolle. Abauzit ging darauf nicht ein, sondern kehrte nach Genf zurück. Hier unterstützte er ab 1715 ein Pfarrerkollegium bei einer Übersetzung des Neuen Testaments ins Französische, die 1726 publiziert wurde. Für seine Mitarbeit an diesem Projekt erhielt er den Dank der Predigergesellschaft. 1723 lehnte er ein Angebot der Genfer Akademie für den Lehrstuhl für Philosophie ab. Er hatte eben einen Hang zur Unabhängigkeit und zu selbstgewählten Beschäftigungen in stillem Leben. Nur die ehrenamtliche Funktion eines dritten Bibliothekars der Genfer Bibliothek akzeptierte er 1727 und leistete in dieser Position bedeutende Dienste. 1727 verlieh ihm Genf auch die Auszeichnung eines unentgeltlich erteilten Bürgerrechts.
Beharrlich widmete sich Abauzit, der 1726 seine Mutter verlor und nie heiratete, weiterhin dem Studium verschiedener Fächer. So war er als universal gebildeter Gelehrter sowohl auf dem Gebiet der exakten Wissenschaften (Mathematik, Physik, Astronomie) als auch auf jenem der Geschichte, Archäologie, Geografie, Philosophie und Theologie sehr bewandert. Nicht nur erkannte etwa Newton seine Autorität an, sondern beispielsweise konnte auch Richard Pococke nach einem Vortrag Abauzits über Länder des Orients kaum glauben, dass dieser nicht wie er selbst diese Gegenden aus eigener Anschauung kannte.
Abauzit pflegte einen einfachen Lebensstil und trat stets sehr bescheiden und philosophisch gelassen auf. Eine Hausgehilfin versicherte, dass sie ihn in den 30 Jahren, in denen sie bei ihm angestellt war, nie zornig erlebt habe; und als sie, durch Aussicht auf finanzielle Belohnung angestiftet, seine Geduld auf die Probe stellte, indem sie mehrmals sein Bett nicht machte, nahm er dies völlig ruhig hin. Gegen Andersdenkende und wissenschaftliche Gegner hegte er keinen Groll. Ihm selbst wurde aber wegen seiner relativ liberalen religiösen Einstellung von manchen, so von Charles Bonnet, Ketzerei vorgeworfen. Am 20. März 1767 starb er in Genf im Alter von 87 Jahren.
Das Urteil über die Bedeutung Abauzits ist äußerst uneinheitlich. Wegen seiner freigeistigen Haltung in Religionsdingen urteilte etwa der evangelische Theologe Wilhelm David Fuhrmann:

„Es bemüht sich Abauzit mit aller Macht, die wesentlichen Lehren des Christhenthums umzustürzen; die Gottheit des Sohnes, die Gottheit des heiligen Geistes, die Dreieinigkeit und so viele andere Geheimnisse der geoffenbarten Religion werden von ihm auf entsetzlichste Weise gemißhandelt, und wir müssen vor diesem Manne warnen.“

Jean-Jacques Rousseau dagegen sah in ihm den einzigen ihm bekannten „wahren Weltweisen“, den „dieses philosophische Jahrhundert“ hervorgebracht habe. Von Voltaire wird berichtet, er habe, als ein fremder Besucher ihm sagte, er sei gekommen, einen großen Mann zu sehen, entgegnet, ob er Abauzit gesehen habe.

## Werk
Abauzits Werk zeugt von außerordentlicher Vielseitigkeit. Allerdings sollen einige Erben den Teil seines Œuvres, der nach seinem Tod nur handschriftlich vorlag, aus religiösem Eifer großteils in Uzès verbrannt haben. Immerhin blieb sein Briefwechsel mit seinem Onkel, einem reformierten Prediger, über theologische und wissenschaftliche Gegenstände erhalten, und einige theologische, archäologische und astronomische Artikel von ihm erschienen im Journal Helvétique und anderswo. So steuerte er einige Artikel über die Musik in der Antike für Rousseaus Dictionnaire de musique (1767) bei. Die 1730 veröffentlichte Neuausgabe von Jacob Spons Histoire de la republique de Geneve enthält wichtige Untersuchungen und Zusätze von seiner Hand. Auch beteiligte er sich an der Verfassung von Bernard de Montfaucons Antiquité expliquée (1724). Zu der von Denis Diderot und d’Alembert herausgegebenen Encyclopédie trug er als Autor des Artikels Apocalypse bei.
Eine Sammlung einiger Werke Abauzits, darunter seine Abhandlung über die Briefe des Paulus an die Römer und Galater, wurde nach seinem Tod von Manoël de Végobre unter dem Titel Œuvres de feu M. Abauzit  mit einer kurzen Biographie des Verfassers in Genf 1770 veröffentlicht. Eine konkurrierende und vollständigere Ausgabe gab fast zeitgleich P. Moultou als Œuvres diverses de M. Abauzit  heraus. Ihr erster Band erschien 1770 in London, beginnt mit einer Huldigung Abauzits durch Jean Pierre Bérenger und umfasst exegetische und theologische Abhandlungen Abauzits. Der 1773 in Amsterdam publizierte zweite Band dieser Edition enthält hingegen historische, antiquarische, philologische und naturhistorische Schriften Abauzits, u. a. ob Vergil am Ende seines Lebens Änderungen in seiner Aeneis vorgenommen habe, ferner über die Nordlichter, eine 1721 nahe Genf gefundene Silberplatte, die Ruinen von Paestum, das Lager von Galba, die antiken Denkmäler von Aix-les-Bains, einen vorgeblich goldenen Taler des Prinzen von Condé, den Julianischen Kalender und Hannibals Alpenüberquerung.
Auf dem religiösen Gebiet vertrat Abauzit die Ansicht, dass die christliche Lehre auch rational verständlich sein müsse. Sein bekanntestes theologisches Werk ist sein Discours historique sur l’Apocalypse, der Zweifel an der kanonischen Autorität der Apokalypse ausdrückt. Dies rief eine Antwort seines englischen Übersetzers Leonard Twells hervor. Auch Nicolas-Sylvestre Bergier griff Abauzits Schrift über die Apokalypse an. Der Essai sur l’Apocalypse ist eine weitere zu diesem Themenfeld gehörige Schrift Abauzits. Als Exeget suchte der Gelehrte ferner im 11. Kapitel des Buches Daniel Anspielungen auf die jüdische Geschichte in der Epoche des Antiochos IV. und der Hasmonäer zu finden. Abauzits Lettre à une dame de Dijon touchant les dogmes de l’Église romaine wurde 1723 in Jacques Lenfants Werk Préservatif contre la réunion avec le siège de Rome publiziert.